# Montigny-sur-Armançon
Montigny-sur-Armançon este o comună în departamentul Côte-d'Or, Franța. În 2009 avea o populație de 137 de locuitori.

## Evoluția populației
| An        | 1975 | 1982 | 1990 | 1999 | 2006 | 2009 |
| --------- | ---- | ---- | ---- | ---- | ---- | ---- |
| Populație | 79   | 84   | 101  | 100  | 133  | 137  |